# Петер ван ден Берг
Петер Александер ван ден Берг (нід. Peter Alexander van den Berg, нар. 19 грудня 1971, Роттердамі) — нідерландський футболіст, по завершенні кар'єри — футбольний тренер.

## Кар'єра гравця
Петер ван ден Берг розпочав свою професійну кар'єру в 1989 році в команді «Ексельсіор» (Роттердам) у Еерстедивізі, другому дивізіоні Нідерландів. У сезоні 1991/92 його команда вийшла в плей-оф за право виходу до вищого дивізіону. Однак там його клуб поступився командам «Ден Босх» і «Ейндховен». Через 3 роки ван ден Берг знову грав зі своєю командою у матчах за підвищення, цього разу вони програли в команді першого дивізіону «Гоу Егед Іглз». Після цього Петер перейшов до іншої команди другого дивізіону, «Камбюр». У цій команді ван ден Берг такою двічі брав участь у плей-оф за право виходу в еліту, але і тут не зумів жодного разу його подолати. Під час виступів за «Камбюр» правий захисник отримав прізвисько Горець через своє довге волосся і силову гру.
Влітку 1997 року Петер ван ден Берг перейшов до АЗ (Алкмар), який саме вилетів до другого дивізіону. Під керівництвом тренера Віллема ван Ганегема команда виграла чемпіонат і таким чином потрапила до першого дивізіону, де Петер наступного сезону і дебютував. У Ередивізі він посідав високі дев'яте та сьоме місця у таблиці протягом двох наступних років з АЗ.
Після сезону 1999/2000 ван ден Берг приєднався до іншої вищолігової команди «Валвейк», яка пройшла кваліфікацію до третього раунду Кубка Інтертото 2000 року. Там, однак, вони зазнали поразки від англійського «Бредфорд Сіті». Тим не менш, це були перші матці ван ден Берга на міжнародному рівні. Під керівництвом успішного тренера Мартіна Йола «Валвейк» також зумів вийти на Кубок Інтертото у наступному сезоні. Однак у першій грі команда знову зазнала невдачі, цього разу проти німецького «Мюнхена 1860». У наступні два роки правий захисник зі своєю командою посідав місця у середині таблиці.
2003 року, завдяки своєму агенту Міно Райолі, Петер перейшов у один з грандів місцевого футболу «Феєнорд».У чемпіонат він зі своєю командою досяг третього місця, а у Кубку УЄФА 2003/04 його команда у другому раунді програла чеському «Тепліце». Втім 2004 року роттердамський клуб підписав двох захисників, Каріма Саїді та Паскаля Босхарта, через що Петер лише після одного сезону покинув клуб і перейшов у «Вітессе» (Арнем), де грав до 2006 року. У своєму першому сезоні він зіграв у 26 матчах (без голів), але наступного сезону захисник втратив місце в основі і по його завершенні покинув клуб.
Після цього ван ден Берг перейшов до клубу другого дивізіону «Ден Босх». Як і на початку кар'єри футболіста, його команда провела хороший сезон і провалилася в плей-оф. Після сезону 2008/09 він офіційно завершив кар'єру гравця.

## Тренерська кар'єра
Після завершення кар'єри гравця Петер ван ден Берг підписав угоду зі «Спартою» у своєму рідному місті Роттердамі. З 2009 по 2011 рік був тренером команди юнаків до 17 років. З липня 2011 року працював тренером юнаків до 19 років. У сезоні 2013/14 став помічником тренера першої спочатку під керівництвом Адрі Богерса, а потім із січня 2014 року у Герта Круйса. Після відставки Круйса наприкінці листопада 2014 року ван ден Берг виконував обов'язки тимчасового головного тренера першої команди «Спарти». Після призначення Алекса Пастора Ван ден Берга також звільнили зі «Спарти».
20 лютого 2015 року ван ден Берг обійняв посаду головного тренера клубу другого дивізіону «Валвейк». У решті дванадцяти іграх сезону ван ден Берг взяв п'ятнадцять очок, але команда все одно посіла останнє місце. Відповідно до правил, що діяли на той час, клуб не вилетів у нижню лігу наприкінці сезону і продожив грати в другому дивізіоні. У сезоні 2016/17 він вивів «Валвейк» до плей-оф за право підвищення, але програв в першому ж раунді «Еммену». У 2017 році ван ден Берг і його команда погано розпочали чемпіонат. У грудні він був звільнений лише після чотирьох перемог у 19 іграх.
У сезоні 2018/19 Петер був тренером молодіжної команди «Феєнорда», більш відомої як «Йонг Феєнорд». Потім він став помічником Даміена Гертога у молодіжній збірній Саудівської Аравії.
У середині 2021 року він став помічником Патріка ван Леувена в ізраїльському «Маккабі» (Тель-Авів). Після відставки ван Леувена ван ден Берга призначили наприкінці грудня 2021 року тренером юнацької команди до 19 років.